# Segestes cornelii
Segestes cornelii är en insektsart som beskrevs av Willemse, F.M.H. 1977. Segestes cornelii ingår i släktet Segestes och familjen vårtbitare. Inga underarter finns listade i Catalogue of Life.